# Cayo Valerio Potito Voluso
Cayo o Gayo Valerio Potito  fue tribuno consular en 415 a. C., y cónsul con Marco Emilio Mamerco en el año 410 a. C. En su consulado se distinguió por su cerrada oposición a la ley agraria de Marco Menio, tribuno de la plebe aquel año, y se recuperó el Arx Carventana, que había sido tomada por los volscos, acción que le valió el derecho de entrar en la ciudad en una ovación. Fue de nuevo tribuno militar con poderes consulares por segunda vez en 407 a. C. y una tercera vez en el año 404 a. C.